# Cerodontha lunulata
Cerodontha lunulata är en tvåvingeart som beskrevs av Mitsuhiro Sasakawa 1992. Cerodontha lunulata ingår i släktet Cerodontha och familjen minerarflugor.
Artens utbredningsområde är Colombia. Inga underarter finns listade i Catalogue of Life.